# Брёдель, Вальтер
Вальтер Эмиль Брёдель (нем. Walter Emil Brödel, 19 декабря 1925, Шейдт — 3 мая 1989, Саарбрюккен) — саарский фехтовальщик. Участник летних Олимпийских игр 1952 года.

## Биография
Вальтер Брёдель родился 19 декабря 1925 года в немецком городе Шейдт (сейчас район города Саарбрюккен).
Выступал в соревнованиях по фехтованию за «Саар-05» из Саарбрюккена. В 1953 и 1954 годах дважды становился бронзовым призёром чемпионата Саара в индивидуальном турнире саблистов.
В 1952 году вошёл в состав сборной Саара на летних Олимпийских играх в Хельсинки. Выступал в двух видах фехтовальной программы. В командном турнире рапиристов сборная Саара, за которую также выступали Эрнст Рау, Карл Бах и Гюнтер Кнёдлер, в первом раунде проиграла в группе Венгрии — 1:15 и Бельгии — 3:9. В командном турнире саблистов сборная Саара, за которую также выступали Бах, Вилли Рёсслер, Рау и Кнёдлер, проиграла в группе Венгрии — 1:15 и Аргентине — 4:12.
Покончил с собой 3 мая 1989 года в западногерманском городе Саарбрюккен.